# Partido Renovador Institucional de Acción Nacional
El Partido Renovador Institucional de Acción Nacional (PRIAN) és un partit polític de l'Equador d'ideologia conservadora i de marcat caràcter populista. El partit es basa en la fortuna personal d'Álvaro Noboa, empresari considerat la persona més rica del país i propietari de la major productora de plàtan del país.